# Флавій Турцій Руфій Апроніан Астерій
Флавій Турцій Руфій Апроніан Астерій (лат. Flavius Turcius Rufius Apronianus Asterius; ? — після 494) — державний діяч, консул 494 року, літератор, поет, видавець часів падіння Західної Римської імперії, держави Одоакра та Остготського королівства.

## Життєпис
Походив з аристократичного роду Турцієм Апроніанів. Про батька немає відомостей, можливо його матір'ю або бабцею була представниця роду Руфіїв. Власне ім'я було напевне Флавій, потім додав агномен Астерій. Здобув гарну освіту, мав хист та любов до літератури.
Про політичну діяльність відомо замало. Напевне розпочав кар'єру ще за часів імператора Августула або перед ним. Зумів зберегти своє становище за Одоакра та Теодоріха I, короля остготів. Послідовно обіймав посади коміт доместиків, коміт приватного майна короля, розпочавши з раку славнішого (vir clarissimus), закінчивши ясновельможним (vir inlustris), одним з найвищим у сенатському стані. Про високий статус Флавія Турція свідчить наявність іменного міста у Колізеї. Потім стає міським префектом Риму, посаду яку обіймав до 494 року.
У 494 році призначено консулом разом з Флавієм Президієм. Про діяльність під час каденції нічого невідомо. Втім напевне продовжував засідати в сенаті й після цього року.

## Літературна діяльність
Відомий виданням «Еклогів» Вергілія у 494 році. Також відредагував і видав «Великодні пісні» поета Целія Седулія. Водночас сам Астерій був відомий як автор численних епіграм, проте жодна з них не збереглася.

## Родина
Дружина — Вігілія, донька Репарата, преторіанського префекта Італії